# Vienne (település)
Vienne (IPA: [vjɛn] kiejtéseⓘ, latinul: Vienna Allobrogum vagy Galliae, arpitánul: Vièna) város Franciaországban. Az ugyanilyen nevű kerület központja. Franciaország kulturális és történelmi városa címet viseli.

## Fekvése
A  Gère és Rhône folyók összefolyásánál található, Lyontól 31 km-re.

## Története
A település az allobrogoknak volt a székhelye, Diocletianus óta pedig a Provincia Viennensisnek (franciául Viennoise) Gallia Narbonensisban. Augustus 6 km hosszú kőfallal vétette körül; később több császárnak is székhelye volt. Franciaország a kereszténység bölcsőjét tiszteli benne. 413 – 534, valamint 879 – 1032 között a Burgundiai Királyságnak volt székhelye. 1311 – 1312 között  itt tartotta V. Kelemen pápa azt a zsinatot, amelyen a templomos lovagrendet eltörölték. Vienne 1394-ben került Franciaországhoz.

## Nevezetességei
- a Szent Móricról elnevezett gótikus székesegyház (12–15. század) két toronnyal, zöld márványból készített oltárral és két síremlékkel (18. század, Michel-Ange Slodtz).
- az egykori de la Bâtie-erőd (13. század), a Gore jobb partján
- Pipet-kastély romjai, és a szent szűz nagy méretű  szobra, a Gore bal partján.
- Augustus és Livia temploma (a Római Birodalom korából). 27 méter hosszú, 15 méter széles és 17,3 méter magas épület korinthoszi oszlopsorhomlokzattal és oldalain oszlopcsarnokokkal; továbbá római árkádok és egy 16 méter magas piramis, melyet a körülötte levő négy korinthoszi árkáddal együtt egy cirkusz szögletkövének tartanak.
- Nagy színház (a római korból)

## Gazdaság
- Vegyipar[forrás?]

## Testvérvárosa
- Albacete, Spanyolország